# Lutzomyia pestanai
Lutzomyia pestanai är en tvåvingeart som först beskrevs av Barretto M. P., Coutinho J. O. 1941.  Lutzomyia pestanai ingår i släktet Lutzomyia och familjen fjärilsmyggor. Inga underarter finns listade i Catalogue of Life.